# A. E. van Vogt
A. E. van Vogt, pseudonimo di Alfred Elton van Vogt (Gretna, 26 aprile 1912 – Los Angeles, 26 gennaio 2000), è stato uno scrittore di fantascienza canadese naturalizzato statunitense.
Talvolta indicato come Alfred E. Van Vogt, è uno degli autori più rappresentativi dell'epoca d'oro della fantascienza.

## Biografia

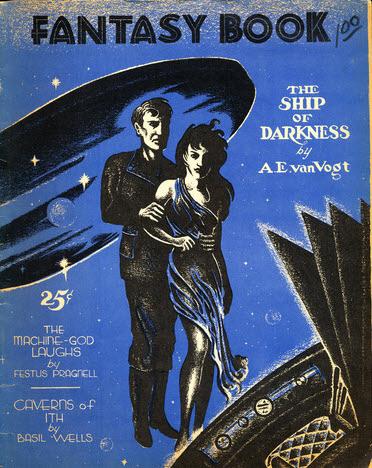
Copertina di Fantasy Book 1947, vol. 1, n. 2, con The Ship of Darkness di Van Vogt.

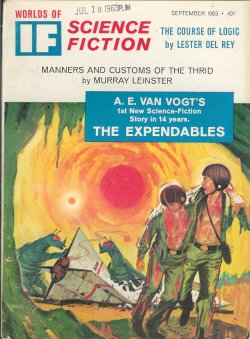
Copertina della rivista If, settembre 1963, con The Expendables di Van Vogt.

Nato Alfred Vogt - soltanto negli anni trenta, agli inizi della sua carriera letteraria, aggiungerà il secondo nome e successivamente la particella - terzo di sei figli di una coppia di canadesi di ascendenza olandese , Van Vogt viene al mondo a Edenburg, una comunità russa mennonita a est di Gretna, Manitoba, in Canada. L'attività del padre, un legale, costringerà la famiglia a continui e disagevoli trasferimenti, prima del definitivo stabilimento a Winnipeg, contribuendo a rendere assai tormentata l'infanzia di Alfred.
Nonostante la sua accanita lettura di riviste di fantascienza, e in particolare di Amazing Stories, Van Vogt nel 1932 si avvicina all'attività di scrittore con racconti d'avventura e d'amore che vengono regolarmente pubblicati su True Story sotto pseudonimo. Realizza inoltre drammi radiofonici e solo nel 1939 debutta nel mondo della fantascienza con Il distruttore nero (Black Destroyer), apparso sul numero di luglio di Astounding Science-Fiction. Il racconto ebbe un tale successo da convincerlo a proseguire. La storia colpì John W. Campbell tanto da spingerlo a dedicare la copertina del numero al racconto di Van Vogt, evento eccezionale per un autore esordiente. La pubblicazione di Black Destroyer è considerata l'inizio dell'Epoca d'oro della fantascienza, della quale Van Vogt fu uno degli autori più rappresentativi. Il 1950 è un anno importantissimo per Van Vogt, pubblica il celebre racconto Villaggio incantato, mentre Black Destroyer, insieme agli altri tre racconti War of Nerves (1950), Discord in Scarlet (1939) e M 33 in Andromeda (1943), diventerà il romanzo The Voyage of the Space Beagle, noto in italiano con il titolo Crociera nell'infinito, una delle serie più acclamate della fantascienza dell'età d'oro. Questo romanzo, avente per oggetto l'esplorazione di pianeti e galassie, si ispirò alla famosa relazione Viaggio di un naturalista intorno al mondo che il naturalista Charles Darwin aveva pubblicato al ritorno del suo viaggio a bordo della Beagle. Su Astounding van Vogt continuò a pubblicare per anni. Anche Slan, il suo romanzo più celebre scritto di notte mentre lavorava al Dipartimento statunitense della difesa, uscì sulla stessa rivista nel 1940. Slan rappresentò un notevole arricchimento per la fantascienza di quegli anni e introdusse l'elemento dei superuomini, che costituì poi un importante filo conduttore di molte altre opere di Van Vogt.
Dal 1941 decise di dedicarsi alla fantascienza a tempo pieno. Si dimise dal Dipartimento della difesa e iniziò con The Seesaw uno dei suoi cicli di maggior successo, quello dei Fabbricanti di armi (Le armi di Isher - The Weapon Shops of Isher, 1941-1949).
Nel 1944 lesse Science and Sanity: an Introduction to Non-Aristotelian Systems and General Semantics del filosofo polacco Alfred Korzybski. Questo trattato proponeva il superamento della semantica tradizionale e auspicava un modo nuovo di espressione. Queste idee ebbero una larga eco presso molti scrittori dell'epoca e oltre, fra i quali anche Robert Heinlein e William Burroughs. L'auspicio di Korzybski per l'adozione di una logica Non-aristotelica lo portò ad iniziare il Ciclo del Non-A (1945-1985), considerato il suo capolavoro. Risale a questo periodo, novembre 1944, la decisione di Van Vogt di lasciare il Canada e trasferirsi in California, a Hollywood, dove trascorrerà il resto della sua vita, assumendo la cittadinanza statunitense.
Nel 1950 apparve su Astounding l'articolo Dianetics: the Modern Science of Mental Health di L. Ron Hubbard, altro importante scrittore di fantascienza di quegli anni, che descriveva un metodo che avrebbe permesso di migliorare le facoltà mentali. Hubbard, che pubblicava sulla stessa rivista di Van Vogt, contattò lo scrittore e lo convinse ad entrare nella sua organizzazione. Sebbene van Vogt non sia poi entrato in Scientology, il notevole impegno profuso nel centro dianetico lo allontanò dalla fantascienza e richiese ingenti risorse fisiche ed economiche. In questi anni escono per lo più adattamenti di suoi racconti scritti in precedenza, tra i quali I ribelli dei 50 soli (The Mixed Men, 1952), L'impero dell'atomo (Empire of the Atom, 1956), ispirato alle vicende e alla caduta dell'Impero romano d'Occidente, The Beast (1963) e soprattutto La guerra contro i Rull (The War Against the Rull, 1959), considerato come il suo miglior romanzo d'avventura spaziale. La stesura di opere originali in questo periodo si trascina per anni: dopo Il cervello trappola 1957, il successivo The Violent Man 1962, romanzo mainstream, necessitò di quasi otto anni di ricerche.
Van Vogt riprese a scrivere fantascienza solo nel 1963, soprattutto per l'interessamento e gli inviti di Frederik Pohl, allora direttore di Galaxy, non riuscendo però più a raggiungere i livelli degli anni precedenti. Le storie di questo secondo periodo dimostrano una maggiore coesione rispetto a quelle precedenti, ma non tengono più il passo con l'evoluzione della fantascienza, ormai molto diversa da quella degli anni quaranta. L'intento di Van Vogt infatti nei romanzi di questi anni rimane quello di sempre, divulgare metodi e scienze capaci di migliorare il comportamento dell'uomo. Infatti i nuovi romanzi degli anni sessanta e settanta si basano su scienze quali l'analisi transazionale (I figli del domani, 1970; L'astronave fantasma, 1974) o pseudoscienze quali l'effetto Kirlian (Colosso anarchico, 1977; Computerworld, 1983). Questa tematica però non trova più molto consenso tra il pubblico, e l'autore fatica a ritrovare la popolarità dei suoi romanzi giovanili. Le sue ultime opere sono accolte con commenti non molto positivi da parte della critica e dei lettori. Tuttavia di questo periodo si possono ricordare I polimorfi (1969), Diamondia (1972) e l'insolitamente lineare Computerworld.

## Stile
Nel 1945 Damon Knight scrisse un articolo sulla fanzine Destiny's Child in cui attaccò duramente lo stile di Van Vogt, bollandolo come povero, goffo, inadatto; trame inconsistenti e incoerenti, che non reggevano a un esame scrupoloso; ne denunciò la povertà intellettuale e l'incapacità tecnica. L'articolo terminava con un'espressione divenuta famosa:
Van Vogt comunque è dotato di un rozzo fascino, un sense of wonder che traspira potente dalle sue opere. Altri critici e scrittori infatti ammettono sentimenti contrastanti nei confronti di quest'autore: Brian Aldiss confessa che, pur negando la validità della tecnica di Van Vogt, non può non ammirare il fascino delle sue ciclopiche avventure e Frederik Pohl gli diede atto di un virtuosismo non comune e di una grandiosità raggiunta con non indifferente bravura..
Philip Dick riconobbe sempre l'influenza, il fascino potente che su di lui aveva esercitato l'opera di Van Vogt e l'ineguagliata capacità di quest'ultimo di rendere, con i suoi scenari di cartapesta e le sue trame apparentemente incoerenti, il carattere ingannevole, instabile e irrazionale della realtà, come nessun altro autore, anche al di fuori della fantascienza, aveva mai saputo fare, smascherando il tratto codino e inutilmente tecnicista degli attacchi che Knight e altri critici avevano rivolto allo scrittore di Winnipeg. Quando i due s'incontrarono nel 1954 a San Francisco, nel corso dell'annuale Worldcon, Dick, allora ancora semisconosciuto, chiese a Van Vogt ragione dei disarticolati canovacci dei suoi romanzi. La sconcertante risposta di Van Vogt, "le rivelerò un segreto, i miei finali sono al di sopra della comprensione umana", sospesa fra iperbole e autoironia, non fece altro che rafforzare nel giovane visionario la convinzione dell'eccezionalità del suo interlocutore che in quell'occasione probabilmente gli partecipò anche le tecniche di costruzione della sua narrativa. Nove anni più tardi, nella primavera del 1963, Dick riporterà questo scambio di battute nel suo racconto Pulce d'acqua.
Il giudizio più centrato sull'opera di Van Vogt l'hanno forse dato Alexei e Cory Panshin:
La forza di Van Vogt sta effettivamente nel mettere le parole sulla carta alla meno peggio, ma soprattutto nell'infondere nuove idee e congegnare continuamente colpi di scena nel tentativo di mantenere la tensione dall'inizio alla fine. Sta nello sviluppare la saga spaziale verso direzioni nuove, non ingenue, in cui inserisce spesso considerazioni di ordine linguistico e filosofico non banali. Van Vogt inoltre scrive "in grande": di personaggi dai poteri immensi, di superuomini, di astronavi lunghe 800 chilometri, di mostri giganteschi. Nelle sue storie è sempre in gioco il destino di un Impero Galattico, se non dell'intera umanità o dell'intero universo.
Un altro elemento fondamentale in Van Vogt sono le sue "mitologie scientifiche", che possono essere sia la reinterpretazione di scienze o pseudoscienze in voga nel dopoguerra, sia fantomatici poteri mentali inventati da lui. Dalle teorie junghiane nasce così la "Teoria dell'Universo Ombra" de Gli uomini ombra (1953), il metodo Bates per il rafforzamento della vista viene usato ne L'assedio degli invisibili (1959), dalla Dianetica deriva il "Connettivismo" di Crociera nell'infinito, dall'effetto Kirlian l'aura di Colosso anarchico e Computerworld. Diverso invece è l'utilizzo che van Vogt fa della filosofia di Korzybski; in questo caso la "logica non-aristotelica" diventa non solo protagonista col proprio nome della storia del ciclo del Non-A, ma è alla base stessa della struttura compositiva dei romanzi. Stessa cosa può dirsi dell'utilizzo dell'analisi transazionale nella composizione dei romanzi I figli del domani e L'astronave fantasma.
Altra caratteristica delle storie di van Vogt è il dotare di fantastici poteri mentali molti dei suoi personaggi. Tra queste facoltà la "callidesi" de Le armi di Isher, la "de-differenziazione e la totipotenza delle cellule del corpo umano" de La città immortale, la "logica dei livelli" ne I polimorfi, il "potere di indicazione" di Battaglia per l'eternità e la "logica finita" di Diamondia.
Van Vogt, oltre alle varie teorie scientifiche e poteri mentali inventati per trarre d'impaccio i suoi personaggi, ha anche messo a punto un metodo personale per il guadagno, descritto in The Money Personality, e un sistema rapido per imparare le lingue. In alcuni casi inventa dal nulla nuove leggi fisiche per uscire da situazioni particolarmente intricate. Per esempio in Non-A, per spiegare la capacità del protagonista di teletrasportarsi in qualsiasi luogo dell'universo, Van Vogt crea un'inverosimile legge della "Similarità dei Tre Punti".

## Opere
Per ogni testo si indica la prima edizione nell'originale inglese e l'eventuale prima traduzione in lingua italiana. Si elencano per prime le serie composte di più romanzi (o di più racconti successivamente combinati in un singolo romanzo fix-up), e di seguito i romanzi unitari autoconclusivi.

### Ciclo dellaArgus
Ciclo di quattro racconti composti in ordine anacronico, due dei quali sono stati tradotti in italiano anche nella redazione originale:
- "Il distruttore nero" ("Black Destroyer"), in Astounding Science-Fiction luglio 1939. Trad. Sandro Pergameno nell'antologia Avventure nel tempo e nello spazio, a cura di Raymond J. Healy e J. Francis McComas, Grandi Opere Nord 5, Editrice Nord, 1979.
- "Guerra di Nervi" ("War of Nerves"), in Other Worlds Science Stories maggio 1950. Trad. G. P. Sandri ne Il meglio di A. E. Van Vogt, Robot Speciale 9, Armenia Editore, 25 Novembre 1978.
- "Discord in Scarlet", in Astounding Science-Fiction dicembre 1939.
- "M33 in Andromeda", in Astounding Science-Fiction agosto 1943.

L'autore ha poi unificato i quattro episodi, con l'aggiunta di materiale inedito, nel romanzo Crociera nell'infinito (The Voyage of the Space Beagle), Simon & Schuster, 1950. Trad. Sergio Sué, I romanzi di Urania 27, Arnoldo Mondadori Editore, 10 Novembre 1953.

### Ciclo deiRull
Ciclo di sei racconti composti in ordine anacronico, cinque dei quali sono stati tradotti in italiano anche nella redazione originale:
- "Collabora, altrimenti..." ("Co-Operate - Or Else!"), in Astounding Science-Fiction aprile 1942. Trad. Roberta Rambelli nell'antologia Le grandi storie della fantascienza 4, a cura di Isaac Asimov e Martin H. Greenberg, SIAD Edizioni, 1981.
- "Attenzione al Gryb" ("Repetition" o "The Gryb"), in Astounding Science-Fiction aprile 1940. Trad. Maurizio Nati e Sandro Pergameno ne Il cristallo venuto dal tempo, Futuro. Biblioteca di Fantascienza 24, Fanucci Editore, 1976.
- "The Second Solution", Astounding Science-Fiction ottobre 1942.
- "La foresta verde" ("The Green Forest"), in Astounding Science Fiction giugno 1949. Trad. G. P. Sandri ne Il meglio di A. E. Van Vogt, Robot Speciale 9, Armenia Editore, 25 Novembre 1978.
- "Iniziazione" ("The Sound"), in Astounding Science Fiction febbraio 1950. Trad. F. Jachino in appendice al romanzo Il padrone dell'oceano di Maurice Limat, I Romanzi del Cosmo 91, Ponzoni Editore, 15 Gennaio 1962.
- "Il Rull" ("The Rull"), in Astounding Science Fiction maggio 1948. Trad. Vittorio Curtoni nell'antologia Astronavi & avventure, a cura di Gardner Dozois, Urania 1402, Arnoldo Mondadori Editore, 3 Dicembre 2000.

L'autore ha poi unificato i sei episodi, con l'aggiunta di materiale inedito, nel romanzo La guerra contro i Rull (The War against the Rull), Simon & Schuster, 1959. Trad. Beata Della Frattina, Urania 238, Arnoldo Mondadori Editore, 11 Settembre 1960.
Afferisce a questo ciclo anche un ulteriore racconto autonomo, composto da van Vogt per una raccolta di inediti:
- "Il primo Rull" ("The First Rull") in Pendulum, DAW Collectors 316, DAW Books, 1978. Trad. Giampaolo Cossato e Sandro Sandrelli, Cosmo. Collana di Fantascienza 102, Editrice Nord, 1980.

### Ciclo degliSlan
Dilogia di romanzi composti sin dal principio come testi unitari. Il secondo episodio venne abbozzato da van Vogt (con apporti del suo figliastro Gregory Brayman) e completato postumo dal collaboratore Kevin J. Anderson.
1. Il segreto degli Slan (Slan), serializzato in quattro puntate in Astounding Science-Fiction settembre, ottobre, novembre e dicembre 1940; revisionato per l'edizione in volume Simon & Schuster, 1951. Trad. Augusta Mattioli, I romanzi di Urania 8, Arnoldo Mondadori Editore, 20 Gennaio 1953.
2. Slan Hunter (Slan Hunter), serializzato in tre puntate in Jim Baen's Universe dicembre 2006 e febbraio e aprile 2007. Trad. Piero Anselmi, Urania 1526, Arnoldo Mondadori Editore, settembre 2007.

La dilogia è stata riunita per la prima volta nel volume omnibus Slan & Slan Hunter, Science Fiction Book Club, 2007.

### Ciclo deiFabbricanti di Armi

#### Prima dilogia
Il primo romanzo della serie unifica un romanzo breve e due racconti (entrambi tradotti in italiano anche nella redazione originale), il secondo romanzo è invece un testo unitario:
1. Le armi di Isher (The Weapon Shops of Isher), Greenberg, 1951. Trad. Rosetta Colli, I romanzi di Urania 12, Arnoldo Mondadori Editore, 20 Marzo 1953. Combina assieme:
  - "L'altalena" ("The Seesaw"), in Astounding Science-Fiction luglio 1941. Trad. Mario N. Leone nell'antologia Oltre il nostro Sistema Solare, Grande Enciclopedia della Fantascienza III.20, Editoriale Del Drago, 19 Settembre 1980.
  - "Il negozio delle armi" ("The Weapon Shop"), in Astounding Science-Fiction dicembre 1942. Trad. G. P. Sandri ne Il meglio di A. E. Van Vogt, Robot Speciale 9, Armenia Editore, 25 Novembre 1978.
  - The Weapon Shops of Isher, in Thrilling Wonder Stories febbraio 1949.
2. Hedrock l'immortale (The Weapon Makers), serializzato in tre puntate in Astounding Science-Fiction febbraio, marzo e aprile 1943; revisionato per l'edizione in volume Greenberg, 1952. Trad. Rosetta Colli, I romanzi di Urania 17, Arnoldo Mondadori Editore, 10 giugno 1953.

La dilogia è stata riunita per la prima volta nel volume omnibus The Weapon Shops of Isher and The Weapon Makers, New English Library, 1988. Questa soluzione era stata anticipata dall'analoga raccolta in traduzione italiana Le armi di Isher, I Classici della Fantascienza 5, Libra Editrice, 1971.

#### Seconda dilogia
Nei primi anni Ottanta van Vogt delineò una nuova saga dei Fabbricanti di Armi che venne poi composta in lingua italiana dalla scrittrice Roberta Rambelli e pubblicata nel volume omnibus Le armi di Isher. Parte seconda, I Classici della Fantascienza 70, Libra Editrice, 1982:
1. L'impero di Isher
2. Isher contro Isher

Questa serie sequel non è mai stata tradotta dall'italiano in inglese.

### Ciclo dellaMente suprema
La serie consisteva originariamente di tre romanzi brevi (tutti tradotti in italiano anche nella redazione originale) di fatto autonomi gli uni dagli altri, ma legati da affinità tematiche:
- Manicomio (Asylum), in Astounding Science-Fiction maggio 1942. Trad. Roberta Rambelli nell'antologia Le grandi storie della fantascienza 4, a cura di Isaac Asimov e Martin H. Greenberg, SIAD Edizioni, 1981.
- Ricerche Alfa (Research Alpha), in If luglio 1965; collaborazione con James H. Schmitz. Trad. Renata Forti nell'antologia Ricerche Alfa e altri racconti, Urania 400, Arnoldo Mondadori Editore, 5 Settembre 1965.
- Superintelligenza per procura (The Proxy Intelligence), in The Proxy Intelligence and Other Mind Benders, Paperback Library, 1971. Trad. Ugo Malaguti in [Nostra Signora degli Alieni], Nova SF* a. V n. 17, Libra Editrice, Dicembre 1971.

Successivamente van Vogt riscrisse i tre testi per collegarli in una vicenda coesa e ne ricavò il romanzo Mente suprema (Supermind), DAW Collectors 224, DAW Books, 1977. Trad. Giampaolo Cossato e Sandro Sandrelli, Cosmo. Collana di Fantascienza 75, Editrice Nord, 1978.

### Ciclo diPeter Caxton
La serie consisteva originariamente di tre racconti (due dei quali sono stati tradotti in italiano anche nella redazione originale) composti in ordine anacronico e di fatto autonomi gli uni dagli altri, ma legati da affinità tematiche:
- "Film Library", in Astounding Science Fiction luglio 1946.
- "«Otto giorni prima»" ("The Search"), in Astounding Science-Fiction gennaio 1943. Trad. F. Jachino in appendice al romanzo Piano di conquista di Peter Randa, I Romanzi del Cosmo 95, Ponzoni Editore, 15 Marzo 1962.
- "Alpha del Centauro" ("Far Centaurus"), in Astounding Science Fiction gennaio 1944. Trad. F. Jachino in appendice al romanzo Il dio galattico di F. Richard-Bessiere, I Romanzi del Cosmo 89, Ponzoni Editore, 15 dicembre 1961.

Successivamente van Vogt riscrisse i tre testi per collegarli in una vicenda coesa e ne ricavò il romanzo Ricerca del futuro (Quest for the Future), Ace Books, 1970. Trad. Ugo Malaguti, Slan. Il Meglio della Fantascienza 12, Libra Editrice, 1972.

### Ciclo diArtur Blod
Ciclo di quattro racconti e due romanzi brevi composti in collaborazione fra van Vogt e sua moglie Edna Mayne Hull:
- "Abdication", in Astounding Science-Fiction aprile 1943.
- "Competition", in Astounding Science-Fiction giugno 1943.
- "The Debt", in Astounding Science-Fiction dicembre 1943.
- The Contract, in Astounding Science Fiction marzo 1944.
- "Enter the Professor", in Astounding Science Fiction gennaio 1945.
- Bankruptcy Proceedings, in Astounding Science Fiction agosto 1946.

Gli autori hanno poi unificato gli episodi dal secondo al sesto nel romanzo Pianeti da vendere (Planets for Sale), Fell's Science-Fiction Library, Frederick Fell, 1954. Trad. Beata Della Frattina, Urania 440, Arnoldo Mondadori Editore, 17 Luglio 1966.
Il primo episodio del ciclo è stato riproposto singolarmente in varie raccolte personali di narrativa mista.

### Ciclo diPendrake
Ciclo di due racconti e un romanzo breve composti in ordine anacronico, uno dei quali è stato tradotto in italiano nella redazione originale:
- "The Great Engine", in Astounding Science-Fiction luglio 1943.
- Invasione di immortali (The Changeling), in Astounding Science-Fiction aprile 1944. Trad. ignoto, Gemini. Fantascienza 5, Edizioni M. G., 1 Febbraio 1978.
- "The Beast", in Astounding Science-Fiction novembre 1943.

L'autore ha poi unificato i tre episodi, con l'aggiunta di materiale inedito, nel romanzo La città immortale (The Beast), Doubleday, 1963. Trad. Romolo Minelli, La Bussola SF 1, Casa Editrice La Tribuna, 31 gennaio 1965.

### Ciclo deiRibelli
Ciclo di tre racconti, due dei quali sono stati tradotti in italiano anche nella redazione originale:
- "Nascondiglio" ("Concealment"), Astounding Science-Fiction settembre 1943. Trad. Riccardo Valla in Creature, Urania 1134, Arnoldo Mondadori Editore, 26 agosto 1990.
- "La tempesta" ("The Storm"), Astounding Science-Fiction ottobre 1943. Trad. G. P. Sandri ne Il meglio di A. E. Van Vogt, Robot Speciale 9, Armenia Editore, 25 Novembre 1978.
- "The Mixed Men", Astounding Science Fiction gennaio 1945.

L'autore ha poi unificato i tre episodi, con l'aggiunta di materiale inedito, nel romanzo I ribelli dei 50 soli (The Mixed Men), Gnome Press, 1952. Trad. Pietro Leoni, I romanzi di Urania 34, Arnoldo Mondadori Editore, 10 Febbraio 1954.
Si noti che i capitoli composti appositamente per il fix-up sono stati successivamente pubblicati anche come un romanzo breve autonomo intitolato Lost: Fifty Suns entro la raccolta personale The Book of van Vogt (DAW Collectors 4, DAW Books, 1972).

### Ciclo diNon-A
Trilogia di romanzi composti sin dal principio come testi unitari.
1. Il mondo del Non-A (The World of Ā poi The World of Null-A), serializzato in tre puntate in Astounding Science Fiction agosto, settembre e ottobre 1945. Trad. Sem Schlumper, I Romanzi di Urania 10, Arnoldo Mondadori Editore, 20 Febbraio 1953.
2. Le pedine del Non-A (The Players of A poi The Pawns of Null-A), serializzato in quattro puntate in Astounding Science Fiction ottobre, novembre e dicembre 1948 e gennaio 1949. Trad. Lucia Morelli, Galassia 42, Casa Editrice La Tribuna, 1 Giugno 1964.
3. Non-A 3 (Null-A Three), Sphere Books, 1985. Trad. Daniela Galdo, Il Libro d'Oro della Fantascienza 15, Fanucci Editore, 1987.

Nella traduzione italiana il primo e secondo romanzo sono stati anche riuniti in un volume omnibus intitolato Non-A, Cosmo Serie Oro. Classici della Narrativa di Fantascienza 9, Editrice Nord, 1973.

### Ciclo diClane
Il primo romanzo della serie unifica cinque racconti composti in ordine anacronico (uno dei quali è stato tradotto in italiano nella redazione originale), il secondo romanzo è invece un testo unitario:
1. L'impero dell'atomo (Empire of the Atom), nel volume doppio Empire of the Atom / Space Station No. 1, Ace Double D-242, Ace Books, 1957. Trad. Lucia Morelli ne L'impero dell'atomo, Science Fiction Book Club I serie n. 2, Casa Editrice La Tribuna, 15 Dicembre 1963. Combina assieme:
  - "La mano degli dei" ("Hand of the Gods"), in Astounding Science Fiction dicembre 1946. Trad. G. P. Sandri ne Il meglio di A. E. Van Vogt, Robot Speciale 9, Armenia Editore, 25 Novembre 1978.
  - "Home of the Gods", in Astounding Science Fiction aprile 1947.
  - "A Son Is Born", in Astounding Science Fiction maggio 1946.
  - "The Barbarian", in Astounding Science Fiction dicembre 1947.
  - "Child of the Gods", in Astounding Science Fiction agosto 1946.
2. Lo stregone di Linn (The Wizard of Linn), serializzato in tre puntate in Astounding Science Fiction aprile, maggio e giugno 1950. Trad. Lucia Morelli ne L'impero dell'atomo, Science Fiction Book Club I serie n. 2, Casa Editrice La Tribuna, 15 Dicembre 1963.

La dilogia è stata riunita per la prima volta nel volume omnibus Empire of the Atom / The Wizard of Linn, New English Library, 1981. Questa soluzione era stata anticipata dalla prima traduzione italiana entro l'analoga raccolta L'impero dell'atomo, Science Fiction Book Club I serie n. 2, Casa Editrice La Tribuna, 15 Dicembre 1963.

### Ciclo dellaCentaurus
Ciclo di tre racconti, due dei quali sono stati tradotti in italiano anche nella redazione originale:
- "Centaurus II", in Astounding Science Fiction giugno 1947.
- "Universo trappola" ("Rogue Ship" o "The Twisted Men"), in Super Science Stories marzo 1950. Trad. Giovanni Librando nell'antologia Universo trappola, Altair Fantascienza 7, Editrice Il Picchio, 1977.
- "I traditori" ("The Expendables"), in If settembre 1963. Trad. Beata Della Frattina nell'antologia I traditori e altri racconti, Urania 336, Arnoldo Mondadori Editore, 14 Giugno 1964.

L'autore ha poi revisionato e unificato i tre episodi nel romanzo Fuga dal Sole (Rogue Ship), Doubleday, 1965. Trad. Fanny Benedetti, Proxima 1, Granillo Editore, 5 Aprile 1966.

### Ciclo deiPolimorfi
Ciclo di un racconto e due romanzi brevi, due dei quali sono stati tradotti in italiano nella redazione originale:
- "I polimorfi" ("The Silkie"), in If luglio 1964. Trad. Beata Della Frattina nell'antologia I polimorfi e altri racconti, Urania 352, Arnoldo Mondadori Editore, 4 Ottobre 1964.
- Silky dello spazio (Silkies in Space), in If maggio 1966. Trad. G. P. Sandri ne Il meglio di A. E. Van Vogt, Robot Speciale 9, Armenia Editore, 25 Novembre 1978.
- Enemy of the Silkies, in If ottobre 1967.

L'autore ha poi unificato i tre episodi, con l'aggiunta di materiale inedito, nel romanzo I polimorfi (The Silkie), Ace Books, 1969. Trad. Alda Carrer, I Grandi della Fantascienza, Editrice Il Picchio, 1977.

### Mondo dei Ladri
Van Vogt ha ambientato un romanzo breve nell'universo narrativo condiviso del Mondo dei Ladri (Thieves' World), creato da Lynn Abbey e Robert Asprin.
- Il sogno dell'incantatrice (The Dream of the Sorceress), nell'antologia Racconti del mondo dei ladri (Tales from the Vulgar Unicorn), a cura di Robert Asprin, Ace Books, 1980. Traduzione di Andrea Angiolino, Enciclopedia della Fantascienza 20, Fanucci Editore, 1988.

### Romanzi autoconclusivi
- L'ultima fortezza della Terra (Recruiting Station o Masters of Time o Earth's Last Fortress), in Astounding Science-Fiction marzo 1942; prima edizione in volume Fantasy Press, 1950. Trad. Lucia Morelli, Galassia 45, Casa Editrice La Tribuna, 1 Settembre 1964.
- Il libro di Ptath (The Book of Ptath), in Unknown Worlds ottobre 1943; prima edizione in volume Fantasy Press, 1947. Trad. Luigi Garonzi, I Romanzi del Cosmo 9, Ponzoni Editore, febbraio 1958.
- Anno venticinquemila (The Winged Men), serializzato in due puntate in Astounding Science Fiction maggio e giugno 1944; prima edizione in volume Doubleday, 1966; collaborazione con Edna Mayne Hull. Trad. Luciano Torri, Galassia 89, Casa Editrice La Tribuna, Maggio 1968.
- L'occhio dell'infinito (Siege of the Unseen o The Chronicler), serializzato in due puntate in Astounding Science Fiction ottobre e novembre 1946; prima edizione in volume nel tomo quintuplo Five Science Fiction Novels, a cura di Martin H. Greenberg, Gnome Press, 1952. Trad. ignota in Urania 2, Arnoldo Mondadori Editore, 1 Dicembre 1952.
- La casa senza tempo (The House That Stood Still o The Mating Cry), Greenberg, 1950. Trad. Sugden Di Jorio, I romanzi di Urania 24, Arnoldo Mondadori Editore, 20 Settembre 1953.
- Gli uomini ombra (Universe Maker), nel volume doppio The Universe Maker / The World of Null-A, Ace Double D-31, Ace Books, 1953. Trad. Gemma Bianchi, Urania 181, Arnoldo Mondadori Editore, 6 Luglio 1958.
- Il cervello trappola (The Mind Cage), Simon & Schuster, 1957[9]. Trad. Gemma Bianchi, Urania 191, Arnoldo Mondadori Editore, 23 Novembre 1958.
- I figli del domani (Children of Tomorrow), Ace Books, 1970. Trad. Ugo Malaguti, Slan. Il Meglio della Fantascienza 6, Libra Editrice, 1971.
- Battaglia per l'eternità (The Battle of Forever), Ace Books, 1971. Trad. Ugo Malaguti, Slan. Il Meglio della Fantascienza 10, Libra Editrice, 1971.
- Diamondia (The Darkness on Diamondia), Ace Books, 1972. Trad. Giampaolo Cossato e Sandro Sandrelli, Cosmo. Collana di Fantascienza 31, Editrice Nord, 1974.
- Al di là del futuro (Future Glitter), Ace Books, 1973[10]. Trad. Maurizio Gavioli, Futuro. Biblioteca di Fantascienza 13, Fanucci Editore, 1975.
- L'uomo dai mille nomi (The Man with a Thousand Names), Ace Books, 1974.Trad. ignoto, Gemini. Fantascienza 1, Edizioni D. N., 1 Ottobre 1977.
- L'astronave fantasma (The Secret Galactis), A Reward Book Science-Fiction Original 1, Prentice-Hall, 1974. Trad. Piero Bona Veggi e Enrica Viziale, SAGA 28, MEB, 1979.
- Colosso anarchico (The Anarchistic Colossus), Ace Books, 1977. Trad. Giampaolo Cossato e Sandro Sandrelli, Cosmo. Collana di Fantascienza 88, Editrice Nord, 1979.
- Le lenti del potere (Renaissance), Pocket Books, 1979. Trad. Riccardo Valla, Urania 824, Arnoldo Mondadori Editore, 24 Febbraio 1980.
- Incontri nel cosmo (Cosmic Encounter), Doubleday, 1980. Trad. Luigi Cozzi, Slan. Il Meglio della Fantascienza 55, Libra Editrice, 1981.
- Il villaggio incantato (The People of the Wide Sands), Slan. Il meglio della fantascienza 70, Libra Editrice, 1982; collaborazione con Renato Pestriniero[11]. Romanzo pubblicato per la prima volta in italiano e poi in traduzione francese e tedesca, ma mai in inglese.
- Computerworld (Computerworld), DAW Collectors 554, DAW Books, 1983. Trad. Riccardo Gramantieri, La botte piccola 14, Edizioni della Vigna, 2012.
- À la conquête de Kiber (To Conquer Kiber), J'ai Lu - Science Fiction 1813, J'ai Lu, 1985. Romanzo composto per l'editore DAW Books ma mai pubblicato nell'originale inglese, bensì solo in traduzione francese e romena.

### Raccolte di racconti

#### Raccolte allestite dall'autore
- Destinazione Universo (Destination: Universe!), McLeod, 1952. Trad. Sandro Pergameno, Cosmo Serie Oro. Classici della Narrativa di Fantascienza 40, Editrice Nord, 1979. Comprende una prefazione dell'autore, otto racconti autoconclusivi e due racconti appartenenti rispettivamente ai cicli dei Rull e di Peter Caxton; la traduzione italiana è un volume triplo e affianca alla raccolta i romanzi brevi Gli uomini ombra e L'occhio dell'infinito.
- Creature (Monsters), Paperback Library, 1965. Trad. Riccardo Valla, Urania 1134, Arnoldo Mondadori Editore, 26 agosto 1990. Comprende sei racconti autoconclusivi, un episodio della Argus e uno dei Polimorfi, e un'introduzione di Forrest J. Ackermann; la traduzione italiana aggiunge una postfazione di Giuseppe Lippi.
- Il meglio di A. E. Van Vogt (The Best of A. E. van Vogt) Sphere Books, 1974. Trad. G. P. Sandri, Robot Speciale 9, Armenia Editore, 25 Novembre 1978. Comprende una prefazione dell'autore, un'appendice bibliografica, cinque racconti autoconclusivi e otto racconti appartenenti rispettivamente ai cicli dei Fabbricanti d'Armi, dei Ribelli, di Clane, dei Rull, della Argus, della Centaurus, dei Polimorfi e della Mente Suprema; la traduzione italiana taglia due racconti autoconclusivi, ne aggiunge uno estrapolato da Away and Beyond, e include una prefazione di Giuseppe Lippi e una postfazione di H. L. Drake.
- Pendulum (Pendulum), DAW Collectors 316, DAW Books, 1978. Trad. Giampaolo Cossato e Sandro Sandrelli, Cosmo. Collana di Fantascienza 102, Editrice Nord, 1980. Comprende un racconto composto in collaborazione con Harlan Ellison, sei racconti inediti (di cui uno è uno spin-off del ciclo dei Rull) e un articolo; la traduzione italiana sostituisce uno degli inediti con due testi estrapolati da The Book of van Vogt.

### Saggistica
- Tomorrow on the March, The Time-Binder Press, 1946. Trascritto dell'orazione tenuta da van Vogt alla World Science Fiction Convention 1946.
- Reflections of A.E. Van Vogt, Fictioneer Books, 1975. Autobiografia.